# OCHA NORMA
OCHA NORMA（オチャ ノーマ）は、ハロー!プロジェクトに所属する日本の女性アイドルグループ。所属事務所はアップフロントプロモーション。

## 概要
- ハロプロ研修生から選ばれたメンバーと『ハロー!プロジェクト 新メンバーオーディション2021』の合格者によって結成[3]。
- グループ名の「OCHA NORMA」は、みんなが集うほっとする場所（お茶の間）と、ラテン語で“規準／基準”という意味を持つ（NORMA／ノルマ）をかけあわせた造語で、「お茶の間を楽しませる、新世代のスタンダードとなるような存在になってほしい」という願いが込められている[3]。
- グループ結成時のメンバー全員の出身地が異なる[4]。
- 結成時のメンバー全員が21世紀生まれ。これは、ハロー!プロジェクトのグループとしては初の事例である[5]。

## メンバー

### 現在のメンバー
| 名前                           | ニックネーム                           | 生年月日 （年齢）      | 血液型 | 身長     | 出身地 | メンバーカラー   | 研修生 出身 | 備考                                       |
| ------------------------------ | -------------------------------------- | ---------------------- | ------ | -------- | ------ | ---------------- | ----------- | ------------------------------------------ |
| 斉藤円香 （さいとう まどか）   | まどぴ                                 | 2002年10月28日（22歳） | O型    | 163 cm   | 埼玉県 | シーブルー       | 研修生      | リーダー 元 チーム赤坂                     |
| 広本瑠璃 （ひろもと るり）     | るりるり                               | 2003年6月18日（22歳)   | B型    | 156 cm   | 広島県 | イエロー         | 研修生      | サブリーダー 元 アクターズスクール広島在籍 |
| 米村姫良々 （よねむら きらら） | きらりん きーたん きらきら 0きーちゃん | 2004年4月30日（21歳）  | A型    | 158 cm   | 愛知県 | イタリアンレッド | 研修生      |                                            |
| 窪田七海 （くぼた ななみ）     | ななみん ななちゃん                    | 2004年7月23日（21歳）  | A型    | 156 cm   | 千葉県 | ピンク           | 研修生      | 元 おにごっ娘 元 ねがいごと。              |
| 中山夏月姫 （なかやま なつめ） | なちゅめ                               | 2005年7月20日（20歳）  | A型    | 164 cm   | 石川県 | ホワイト         | 研修生      | 元 Sweetガール                             |
| 西﨑美空 （にしざき みく）     | みっちゃん みくみく                    | 2006年4月17日（19歳）  | O型    | 156 cm   | 岡山県 | パープル         | 研修生      |                                            |
| 北原もも （きたはら もも）     | ももも                                 | 2006年8月30日（18歳）  | A型    | 163.5 cm | 東京都 | ライトグリーン   | 研修生      |                                            |
| 筒井澪心 （つつい ろこ）       | ろこちゃん                             | 2007年8月10日（18歳）  | A型    | 162 cm   | 佐賀県 | ロイヤルブルー   | -           |                                            |

### 元メンバー
| 名前                         | 愛称                         | 生年月日              | 血液型 | 身長   | 出身地   | メンバーカラー | 加入日         | 卒業・脱退日 卒業公演の開催地 | 在籍年齢 加入-卒業 | 在籍日数                  | 研修生出身    | ハロプロへの在籍状況                 | 備考                                                          |
| ---------------------------- | ---------------------------- | --------------------- | ------ | ------ | -------- | -------------- | -------------- | ----------------------------- | ------------------ | ------------------------- | ------------- | ------------------------------------ | ------------------------------------------------------------- |
| 田代すみれ （たしろ すみれ） | すーちゃん                   | 2005年6月16日（20歳） | 不明   | 157 cm | 神奈川県 | ライトパープル | 2021年12月12日 | 2025年3月11日 卒業公演なし    | 16歳-19歳          | 1185日 （3年2か月と27日） |               | 同時にハロプロも離脱および芸能界引退 | 2024年9月5日から活動休止していた                              |
| 石栗奏美 （いしぐり かなみ） | みんちゃん かなみん 石栗くん | 2004年4月20日（21歳） | A型    | 165 cm | 北海道   | オレンジ       | 2021年12月12日 | 2025年3月21日 卒業公演なし    | 17歳-20歳          | 1195日 （3年3か月と9日）  | 研修生 北海道 | 同時にハロプロも離脱および芸能界引退 | 元 Teamくれれっ娘!ジュニア 2024年12月19日から活動制限していた |

## 略歴

### 2021年
- 3月7日、Zepp Tokyoで開催された『Hello! Project 研修生発表会 2021 3月 〜Yell〜』にて、ハロプロ研修生ユニットの米村姫良々・石栗奏美・窪田七海・斉藤円香の4名に[注 3]、さらにメンバーを追加して、新グループを立ち上げることを発表[2][28]。
- 7月5日、ハロプロ研修生のドキュメンタリー番組『ハロドリ。』にて、ハロプロ研修生から中山夏月姫・広本瑠璃・西﨑美空・北原ももが新グループに加入することを発表[注 4][29]。
- 7月20日、アンジュルム・ハロプロ研修生・ハロプロ研修生北海道と合同での新メンバーオーディション『ハロー!プロジェクト 新メンバーオーディション2021』を開催することを発表[30]。
- 12月12日、Zepp Tokyoで開催された『Hello! Project 研修生発表会 2021 12月 〜RING〜』にて、『ハロー!プロジェクト 新メンバーオーディション2021』の合格者である田代すみれ、筒井澪心の2名が加入すること、グループ名が「OCHA NORMA」に決定したことを発表[3]。なお、この日をグループ結成日、メンバー全員のハロー!プロジェクト加入日としている。同日、オフィシャルInstagramを開設。
- 12月27日、ハロー!プロジェクトのYouTubeチャンネル『OMAKE CHANNEL』にて、メンバー全員のメンバーカラーを発表[31]。
- 12月28日、オフィシャルブログを開設[32]。

### 2022年
- 1月8日、1stデジタルシングル「ラーメン大好き小泉さんの唄」を配信開始[33]。
- 3月13日、Zepp Diver Cityで開催された『Hello! Project 研修生発表会 2022 3月 BREATH〜息吹〜』にて、OCHA NORMAが2022年7月13日にアップフロントワークスのzetimaからメジャーデビューすることを発表[34][35]。
- 3月31日、BSJapanextにて、グループ初の冠レギュラー番組『OCHA NORMAの お茶の間さまの言うとおり』を放送開始[36]。
- 4月9日、新宿ReNYで開催された『OCHA NORMA FCイベント2022 〜OCHA NORMAの間2〜』にて、リーダーに斉藤円香が、サブリーダーに広本瑠璃が就任することを発表[37]。
- 7月13日、シングル「恋のクラウチングスタート/お祭りデビューだぜ!」でメジャーデビュー[38]。同日、公式TikTokアカウントを開設[39]。
- 11月15日、第64回日本レコード大賞新人賞の受賞が発表された[40]。
- 11月26日 - 12月19日、初のライブツアー『OCHA NORMA ファーストライブツアー2022〜スタートダッシュ!〜』（全4都市8公演）を開催。
- 11月30日、2ndシングル「運命 CHACHACHACHA〜N/ウチらの地元は地球じゃん!」を発売。

### 2023年
- 3月10日、第37回日本ゴールドディスク大賞の、対象期間のCD等の売上合計が最も多い新人アーティストに授与される「ニュー・アーティスト・オブ・ザ・イヤー(邦楽)」、および規程が定める期間中にデビューした邦楽アーティストで、対象期間の作品・楽曲の正味売上金額合計が上位の5組を選出する「ベスト5ニュー・アーティスト(邦楽)」の2部門で受賞[41][42]。
- 5月3日 - 21日、コンサートツアー『OCHA NORMA CONCERT TOUR 2023 SPRING 〜グローイング・アップ!〜』（全3都市6公演）を開催。
- 7月26日、3rdシングル「ちょっと情緒不安定?…夏/オチャノマ マホロバ イコイノバ〜昭和も令和もワッチャワチャ〜/シェケナーレ/ヨリドリ ME DREAM」を発売。
- 8月5日 - 26日、『OCHA NORMA CONCERT 2023 SUMMER 〜もっとグローイング・アップ!〜』（全2都市4公演）を開催。
- 10月7日 - 11月26日、ライブハウスツアー『OCHA NORMA LIVE TOUR 2023 〜ウチらの地元は日本じゃん!〜』（全9都市18公演）を開催。
- 11月19日、備前市市民センターにて『岡山県備前市×OCHA NORMA 地域活性化コンサート　ナルチカ 2023 OCHA NORMA in 備前』を開催。

### 2024年
- 1月10日、1stアルバム『CHAnnel #1』を発売。
- 4月7日 - 6月23日、ライブハウスツアー『OCHA NORMA LIVE TOUR 2024 〜ウチらの地元は日本じゃん!〜』（全19都市41公演）を開催。
- 9月5日、田代すみれが適応障害により休養および通院加療が必要であると診断されたため、活動を休止することを発表[43]。
- 9月7日 - 12月8日、ライブハウスツアー『OCHA NORMA LIVE TOUR 2024 season2 〜ウチらの地元は日本じゃん!〜』（全23都市47公演）を開催。
- 9月11日、4thシングル「ちはやぶる/友達天体図」を発売。
- 9月30日、活動休止中の田代すみれについて、引き続き休養と通院加療が必要と診断されたため、2024年11月末まで活動休止を継続、その間に出演が予定されていたイベントは欠席し、舞台も降板することを発表[44]。
- 11月8日 - 17日、こくみん共済 coop ホール(全労済ホール)/スペース・ゼロにて、OCHA NORMAの初主演舞台「こくみん共済 coop ホール/スペース・ゼロ 提携公演 演劇女子部『ミラーガール』」を上演[注 5][46]。
- 12月4日、田代すみれについて、引き続き休養と通院加療が必要と診断されたため、2025年3月まで活動休止を継続、その間に出演が予定されていたイベントは欠席することを発表[47]。
- 12月19日、石栗奏美について、身体の不調が続き、通院加療をしながら活動を続けていたが、パニック障害による自律神経の乱れが原因であると診断されたため、2025年3月末までの公演・イベントを欠席することを発表[48]。

### 2025年
- 1月2日、田代・筒井を除く8名のInstagram個人アカウントを開設[49]。
- 3月11日、田代すみれについて、適応障害の症状はほぼ寛解しているものの、OCHA NORMAとしての活動をこれまでのように行えるかは不安も多いとして、OCHA NORMA、およびハロー!プロジェクトを卒業し、アップフロントプロモーションを退社することを発表[50][51]。
- 3月21日、石栗奏美について、体調は快方に向かっているものの、日によって好不調の波もあり、今後について医師含め話した結果、本人からの申し出もあり、OCHA NORMA、およびハロー!プロジェクトを卒業し、アップフロントプロモーションを退社することを発表[52]。
- 3月23日 - 6月7日、ライブハウスツアー『OCHA NORMA LIVE TOUR 2025 〜ウチらの地元は日本じゃん!〜』（全9都市22公演）を開催。
- 4月20日、加賀市文化会館にて『石川県加賀市×OCHA NORMA 地域活性化コンサート ナルチカ 2025 OCHA NORMA in 加賀』を開催。
- 7月26日、OCHA NORMAでは初となる海外単独公演『OCHA NORMA IN HONG KONG 2025』を香港・Portal @portal.212で開催。
- 8月27日、5thシングル「女の愛想は武器じゃない/学校では教えてくれないこと」を発売予定[53]。
- 10月15日、日本武道館での単独ライブ『OCHA NORMA 2025 LIVE at BUDOKAN 〜#OCHAnnel〜』を開催予定。

## 作品

### シングル
| #                                | 発売日                           | タイトル | 最高位                           | 備考                                  |
| メジャー (zetima/UP-FRONT WORKS) | メジャー (zetima/UP-FRONT WORKS) | メジャー (zetima/UP-FRONT WORKS)                                                                                       | メジャー (zetima/UP-FRONT WORKS) | メジャー (zetima/UP-FRONT WORKS)      |
| -------------------------------- | -------------------------------- | --- | -------------------------------- | ------------------------------------- |
| 1                                | 2022年07月13日                   | 恋のクラウチングスタート/ お祭りデビューだぜ!                                                                          | 2位                              | ゴールドディスク認定 （2022年7月度）  |
| 2                                | 2022年11月30日                   | 運命 CHACHACHACHA〜N/ ウチらの地元は地球じゃん!                                                                        | 2位                              | ゴールドディスク認定 （2022年12月度） |
| 3                                | 2023年07月26日                   | ちょっと情緒不安定?…夏/ オチャノマ マホロバ イコイノバ 〜昭和も令和もワッチャワチャ〜/ シェケナーレ/ ヨリドリ ME DREAM | 2位                              | ゴールドディスク認定 （2023年7月度）  |
| 4                                | 2024年09月11日                   | ちはやぶる/ 友達天体図                                                                                                 | 4位                              | ゴールドディスク認定 （2024年10月度） |
| 5                                | 2025年08月27日                   | 女の愛想は武器じゃない/ 学校では教えてくれないこと                                                                     | TBA                              |                                       |

#### 配信シングル
| # | 配信日         | タイトル                   | 備考                            |
| - | -------------- | -------------------------- | ------------------------------- |
| 1 | 2022年01月08日 | ラーメン大好き小泉さんの唄 | 田代・筒井を除く8人でのリリース |

#### コラボレーション
- HELLO KITTY「Hello! 生まれた意味がきっとある/ザ☆ピ〜ス!」（配信限定、2022年6月12日） - 応援で参加

### アルバム
| #                                | 発売日                           | タイトル                         | 最高位                           | 備考 |
| メジャー (zetima/UP-FRONT WORKS) | メジャー (zetima/UP-FRONT WORKS) | メジャー (zetima/UP-FRONT WORKS) | メジャー (zetima/UP-FRONT WORKS) | メジャー (zetima/UP-FRONT WORKS)                                                                                                |
| -------------------------------- | -------------------------------- | -------------------------------- | -------------------------------- | --- |
| 1                                | 2024年01月10日                   | CHAnnel #1                       | 3位                              | 「OCHA NORMA CONCERT TOUR 2023 SPRING 〜グローイング・アップ!〜」 の大阪公演を初回生産限定盤B付属のBlu-ray Discにフルサイズ収録 |

### 未音源化楽曲
- わかってるっつーの!（作詞：山崎あおい、作曲：早川響介、編曲：炭竃智弘）[57]

### 映像作品

#### ライブ・コンサート
- OCHA NORMA ファーストライブツアー2022〜スタートダッシュ!〜（BD：2023年5月10日、zetima）

#### 舞台
- 演劇女子部「ミラーガール」（BD：2025年3月26日、zetima）

## タイアップ
| 起用年 | 楽曲                       | タイアップ |
| ------ | -------------------------- | --- |
| 2022年 | ラーメン大好き小泉さんの唄 | フジテレビ系ドラマ『ラーメン大好き小泉さん 二代目!2022年新春SP』主題歌 |
| 2022年 | 恋のクラウチングスタート   | テレビ東京系・木ドラ24『真夜中にハロー!』主題歌 BSJapanext『OCHA NORMAの お茶の間さまの言うとおり』オープニングテーマ曲 NACK5 2022年7月前期 パワープレイ エフエム岩手 7月度パワープレイ エフエム石川 2022年7月度パワープレイ「HELLO FIVE MUSIC NEXUS」 FM大阪7月度パワープレイ STVラジオ 7月度「今月の推薦曲」 RKK熊本放送(ラジオ) 7月の「推しSONGS」 CBCラジオ 2022年7月「マンプレ」 KRY山口放送「KRY Morning Up」10時台エンディング曲 BSN新潟放送「ウィークリーチューン」 NIB長崎国際テレビ「AIR」7月度オープニング曲 スペースシャワーTVプラス「ヘビロテ!」 STV「ハレバレティモンディ」9月エンドテーマ |
| 2022年 | 運命 CHACHACHACHA〜N       | テレビ東京『ゴッドタン』12月度エンディングテーマ曲 TBSテレビ（関東ローカル）「ふるさとの未来」12月度エンディングテーマ FMちゅーピー 12月の「パワープレイ」 |
| 2022年 | ウチらの地元は地球じゃん!  | 岩手めんこいテレビ「BEATNIKS」11月エンディングテーマ TBSテレビ（関東ローカル）「ふるさとの未来」11月度エンディングテーマ |
| 2023年 | シェケナーレ               | テレビ東京系6局ネット『シャドウバースF』セブンシャドウズ編 エンディングテーマ テレビ北海道「スイッチン!」8月度エンディングテーマ |
| 2023年 | ちょっと情緒不安定?…夏     | TBSテレビ（関東ローカル・TVer）「ふるさとの未来」8月度エンディングテーマ HBCラジオ 8月度「今月の推薦曲」 RKK熊本放送(ラジオ)8月の「推しSONGS」 HBC「夜のブラキタ」8月度エンディングテーマ |
| 2024年 | Good Luckの胸騒ぎ          | NACK5 2024年1月前期 パワープレイ FM FUJI「SOUND FOREST」2024年1月度 ピックアップナンバー CBCラジオ「いっしょに歌お!CBCラジオ2024年1月のうた」 TBSテレビ（関東ローカル・TBS FREE・TVer）「ふるさとの未来」2月度エンディングテーマ BS日テレ「ボウリング革命 P★League」シリーズ2024 エンディングテーマ |
| 2024年 | ちはやぶる                 | HBCラジオ 9月度「今月の推薦曲」 CBCラジオ 2024年9月「マンプレ」 TBSテレビ（関東ローカル・TBS FREE・TVer）「ふるさとの未来」9月度エンディングテーマ テレビ東京系「秋山ロケの地図」9月度エンディングテーマ テレビ北海道「スイッチン!」9月度エンディングテーマ テレビ東京「ハロドリ。-MUSIC-」2024年10月度エンディングテーマ |
| 2025年 | 女の愛想は武器じゃない     | NBCラジオ「NBCミューズハーツNEO」9月前半一押しアーティスト 山口放送「KRY Morning Up」10時台エンディング曲 |
| 2025年 | 学校では教えてくれないこと | テレビ東京系「学校では教えてくれない大切なこと」主題歌 FM石川「HELLO FIVE MUSIC NEXUS」8月度パワープレイ |

## 公演

### ライブ・コンサート

#### 合同ライブ・コンサート

##### 2022年
- Hello! Project 研修生発表会 2022 3月 BREATH〜息吹〜（3月12日・13日、Zepp Namba・Zepp DiverCity）[90]
- Hello! Project 研修生発表会 2022 〜春の公開実力診断テスト〜（5月3日、中野サンプラザ） - ゲスト[91]
- Hello! Project 研修生発表会 2022 6月 COLOR〜色彩〜（2022年6月12日・19日、Zepp DiverCity・Zepp Namba）[92]
- Hello! Project 研修生発表会 2022 9月 TIME〜時空〜（2022年9月4日・10日、Zepp DiverCity・Zepp Namba）[93]
- Hello! Project 研修生発表会 2022 12月 Snowflake〜結晶〜（2022年12月4日・11日、Zepp Namba・Zepp DiverCity）[94]
- アップアップガールズ（2）とOCHA NORMA（2022年12月22日、Spotify O-WEST）[注 11][95]

##### 2023年
- おいでよZeppデパート!ワン!ツー!スリーデイズ!大舞台へ一直線!DAY1（1月18日、Zepp DiverCity (TOKYO)） - クマリデパートとのツーマンライブ
- Hello! Project 研修生発表会 2023 3月「芳春」（3月11日・12日、Zepp DiverCity・Zepp Namba）[96]
- unshrink（3月23日、LIQUIDROOM） - フィロソフィーのダンスとのツーマンライブ
- Hello! Project 研修生発表会 2023 〜春の公開実力診断テスト〜（4月30日、J:COMホール八王子） - ゲスト[97]
- 虹のコンキスタドール Presents 虹色わいわい広場（6月1日、Spotify O-EAST） - 虹のコンキスタドールとのツーマンライブ
- Hello! Project 研修生発表会 2023 6月「涼暮」（6月3日・18日、Zepp DiverCity・Zepp Namba）[注 12][98]
- さよなら中野サンプラザ音楽祭（6月10日、中野サンプラザ） - ハロプロ研修生との合同ライブ[99]
- NACK5開局35周年 BEYOOOOONDSとOCHA NORMAのNICHIYOOOOOB! 〜Let's GO!ビヨーンと茶柱立てるぞ! in 大宮〜（6月11日、大宮ソニックシティ 大ホール） - BEYOOOOONDSとの合同ライブ[100]
- Hello! Project 研修生発表会 2023 9月「照葉」（9月17日・18日、Zepp DiverCity・Zepp Namba）[101]
- ライブナタリー “OCHA NORMA × FRUITS ZIPPER”・ライブナタリー “OCHA NORMA × でんぱ組.inc”（9月24日、新宿BLAZE） - FRUITS ZIPPER、でんぱ組.incとのツーマンライブ
- Hello! Project 研修生発表会 2023 12月「雪華」（12月3日・10日、Zepp Namba・Zepp DiverCity）[102]

##### 2025年
- 高嶺のなでしこ〜たかねこフェスvo.4 出張編〜（4月29日、新潟LOTS）

#### ハロー!プロジェクト コンサート
- 合同コンサートは、2021年末に行われた『Hello! Project Year-End Party 2021 〜GOOD BYE & HELLO !〜』以降出演。
- Hello! Project コンサートは、2022年1月から2月に行われた『Hello! Project 2022 Winter 〜LOVE & PEACE〜』以降出演。

#### オープニングアクト

##### 2021年
- モーニング娘。'21 コンサート 「Teenage Solution 〜佐藤優樹 卒業スペシャル〜」（12月13日、日本武道館）[103]

##### 2022年
- BEYOOOOOND1St CONCERT TOUR どんと来い! BE HAPPY! at BUDOOOOOKAN!!!!!!!!!!!!（4月25日、日本武道館）[104]
- つばきファクトリー CONCERT TOUR〜PARADE 日本武道館スッペシャル〜（5月16日、日本武道館）[105]
- Juice=Juice CONCERT TOUR 〜terzo〜 FINAL 稲場愛香卒業スペシャル（5月30日、日本武道館）[106]
- アンジュルム CONCERT TOUR -The ANGERME- PERFECTION（6月15日、日本武道館）[107]
- モーニング娘。'22 CONCERT TOUR 〜Never Been Better!〜森戸知沙希卒業スペシャル（6月20日、日本武道館）[108]
- モーニング娘。'22 25th ANNIVERSARY CONCERT TOUR 〜SINGIN' TO THE BEAT〜加賀楓卒業スペシャル（12月10日、日本武道館）[109]

##### 2023年
- Juice=Juice CONCERT TOUR 〜final: nouvelle vague〜（2月28日、日本武道館）[注 13][110]
- BEYOOOOONDS CONCERT TOUR『NEO BEYO at BUDOOOOOKAN!!!!!!!!!!!!』（5月15日、日本武道館）[111]
- Juice=Juice 10th ANNIVERSARY CONCERT TOUR 〜10th Juice at BUDOKAN〜（5月29日、日本武道館）[112]
- ANGERME CONCERT 2023 BIG LOVE 竹内朱莉 FINAL LIVE「アンジュルムより愛をこめて」（6月21日、横浜アリーナ）[113]
- モーニング娘。'23 25th ANNIVERSARY CONCERT TOUR 〜glad quarter-century〜 at 日本武道館（6月26日、日本武道館）[114]
- つばきファクトリー コンサートツアー 2023秋 可惜夜〜山岸理子・岸本ゆめの 卒業スッぺシャル〜暁（11月6日、日本武道館）[115]
- モーニング娘。'23 コンサートツアー秋「Neverending Shine Show」SPECIAL（11月28日、横浜アリーナ）[116]

#### ライブイベント・音楽フェス

##### 2022年
- スカパー! アイドルフェス!〜Think of SDGs!〜（3月16日、豊洲PIT）[117]
- IDOL GARDEN 2022 SHIBUYA TSUTAYAコラボ記念ライブ（3月19日、中野サンプラザ）
- スカポンフェス!（3月25日、EXシアター六本木）
- AION CINDERELLA -DX-（4月15日、神奈川県民ホール）
- To be To be New Ones vol.2（4月16日、LINE CUBE SHIBUYA）
- クロフェス2022〜今年は野外フェスで盛り上がるしん!!〜（4月30日、海の森水上競技場）
- JAPAN CENTRAL IDOL FESTIVAL 2022（5月6日、Aichi Sky Expo）
- MAWA LOOP OSAKA 2022（5月8日、なんばHatch）
- コトネの日（5月10日、中野サンプラザ）[118]
- @JAM 2022 Day2〜SUPER LIVE〜（5月29日、Zepp DiverCity (TOKYO)）[119]
- 超NATSUZOME 2022（7月3日、幕張海浜公園Gブロック）[120]
- SEKIGAHARA IDOL WARS 2022 -関ケ原唄姫合戦-（7月24日、桃配運動公園）
- ぽぷフェス2022 夏 Produce by Popteen（7月25日、豊洲PIT）
- 六本木アイドルフェスティバル2022（7月31日、六本木ヒルズアリーナ）
- TOKYO IDOL FESTIVAL2022（8月6日・7日、お台場・青海周辺エリア SMILE GARDEN・SKY STAGE）[121]
- ドラゴンクイーンズフェスティバル 〜竜王アイドル夏祭り2022〜（8月13日、竜王町総合運動公園）
- TOKYO GIRLS GIRLS extra!!（8月17日、渋谷duo MUSIC EXCHANGE）
- NEO KASSEN 2022（8月19日、Spotify O-EAST）
- @JAM EXPO 2022（8月27日、横浜アリーナ）[122]
- ちゅらまちゅり（9月5日、新宿ReNY）
- TOKYO GIRLS GIRLS（9月11日、KT Zepp Yokohama）
- IDOL SQUARE NEXT SPECIAL（9月14日、有楽町オルタナティブシアター）
- #ババババンビ presents馬馬馬馬鹿者祭（9月15日、新宿BLAZE）
- うるトラすフェスタ supported by Mori（9月26日、Zepp Haneda (TOKYO)）
- 超アイドル祭2022（10月4日、豊洲PIT）
- MISAKI IDOL FES（10月9日、みさき公園特設ステージ）
- 大阪城夢祭〜LIVE GUMBO PARK〜「POP'N IDOL PARK」（10月17日、大阪城音楽堂）

##### 2023年
- MARQUEE祭 Vol.128（3月5日、Spotify O-EAST）
- HAB presents「mid-tv スペシャルライブ 〜かがやきショーケース〜」（3月25日、本多の森ホール）
- 静岡アイドルフェスティバル・イン・つま恋（4月16日、つま恋リゾート彩の郷 敷地内多目的広場）
- クロフェス2023〜野外フェスでキュンからのバッキューン♡だしん!!〜（4月22日、海の森水上競技場）
- JAPAN CENTRAL IDOL FESTIVAL 2023（5月5日、Aichi Sky Expo）
- 歌舞伎町UP GATE↑↑（5月7日、Zepp Shinjuku (TOKYO)）
- マスカレイド・アイドル（5月13日、KANDA SQUARE HALL）
- MAWA LOOP 2023（5月13日、BIGCAT）
- @JAM 2023 Day2 〜SUPER LIVE〜（5月28日、Zepp DiverCity (TOKYO)）
- IDOL CONTENT EXPO @ヒューリックホール東京〜Premium Live!!!〜（6月16日、ヒューリックホール東京）
- 超NATSUZOME2023（7月2日、幕張海浜公園Gブロック）
- うるトラすフェスタ 2023〜夏スペシャル in 豊洲PIT〜（7月14日、豊洲PIT）
- 加賀温泉郷フェス2023（7月15日、みやびの宿 加賀百万石）
- SPARK 2023 in YAMANAKAKO（7月16日、山中湖交流プラザ きらら）
- SEKIGAHARA IDOL WARS 2023 -関ケ原唄姫合戦-（7月22日、桃配運動公園）
- TOKYO IDOL FESTIVAL 2023 supported by にしたんクリニック（8月4日、お台場・青海周辺エリア）
- IDOL RUNWAY COLLECTION Supported by TGC（8月7日、国立代々木競技場 第二体育館）[123]
- パインアメ夏祭り2023（8月8日、なんばHatch） - 斉藤・米村・西﨑
- dot yell fes SUMMER SP 2023（8月14日、KT Zepp Yokohama）
- NAGOYA IDOL FESTIVAL（8月18日、エディオン 久屋広場）
- @JAM EXPO 2023 supported by UP-T（8月27日、横浜アリーナ）
- エキセントリックトーキョー（9月2日、LIQUIDROOM）
- マスカレイド・アイドル Vol.2（9月23日、KANDA SQUARE HALL）
- HOKKAIDO LIVEPRO FESTIVAL2023（9月30日、Zepp Sapporo）
- FUURYUU FES 5.0 supported by Girl’s Bomb!!（10月11日、さいたまスーパーアリーナ）
- MARQUEE FES.（11月14日、Spotify O-EAST）
- JAPAN IDOL SUPER LIVE 2023 @CLUB CITTA'公演 秋の大祭典編（11月30日、CLUB CITTA'）
- dot yell fes WINTER SP（12月5日、ヒューリックホール東京）
- MARQUEE祭 Vol.138（12月11日、Spotify O-EAST）
- ケンズカフェ東京 PRESENTS ガラフェス -日比谷野音 デリシャスサンデー-（12月17日、日比谷野外大音楽堂）
- 超 I dol Fes（12月21日、大宮ソニックシティ 大ホール）

##### 2024年
- JAPAN IDOL SUPER LIVE 2024 NEW YEAR FESTIVAL編（1月29日、Spotify O-EAST）
- IDORISE!! FESTIVAL 2024（3月9日、Spotify O-EAST）
- TOKYO GIRLS GIRLS（3月14日、Zepp DiverCity (TOKYO)）
- かたりあPresents・ポップカルチャーLIVE（3月24日、磐田市民文化会館「かたりあ」）
- NIG FES 2024（3月28日、TOKYO DOME CITY HALL）
- うるトラすフェスタ〜桜満開!SP版〜（4月12日、Zepp DiverCity (TOKYO)）
- 「LIFESTYLE with DOGS 2024」 ≒JOY x OCHA NORMA（5月1日、お台場青海地区P区画）
- MARQUEE Fes.-day2-（6月4日、Spotify O-EAST）
- JAPAN IDOL SUPER LIVE 2024 @CLUB CITTA'公演　初夏の大祭典編（6月20日、CLUB CITTA'）
- SPARK 2024 in KAWASAKI（7月15日、東扇島東公園）
- TOKYO IDOL FESTIVAL 2024 supported by にしたんクリニック（8月4日、お台場・青海周辺エリア）
- iLiVE! SUMMER（8月22日、豊洲PIT）
- @JAM EXPO 2024 supported by UP-T（9月14日、横浜アリーナ）
- STARRZ TOKYO（9月25日、2部、品川区立総合区民会館）
- MARQUEE Fes. -day2-（11月19日、Spotify O-EAST）

##### 2025年
- 推し活ピューロランドフェス（2月2日、サンリオピューロランド）
- TOKYO DOME presents HEROINES VALENTINE 2025（2月14日、TOKYO DOME CITY HALL）
- IDORISE!! FESTIVAL 2025（3月8日、Spotify O-EAST）
- ガラフェス〜かがやきJAPAN 真昼の青春セレナーデ〜（3月9日、豊洲PIT）
- KAWAII SONIC（3月31日、Spotify O-EAST）
- JAPAN IDOL SUPER LIVE 2025 ULTRA FES@豊洲PIT編（4月8日、豊洲PIT）
- 歌舞伎町 UP GATE↑↑2025（5月5日、Zepp Shinjuku (TOKYO)）
- MAWA LOOP OSAKA 2025 10th Anniversary（5月11日、BIGCAT）
- @JAM 2025 Day2〜SUPER LIVE〜（5月25日、Zepp DiverCity(TOKYO)）
- Peel the Apple presents Fruits Showcase 特別編（6月1日、恵比寿 The Garden Hall）
- マスカレイド・アイドルvol.13 - featuring ポップスライブMEISEI -（6月8日、TODAホール&カンファレンス東京 ホールA）
- IDOL DANCE BATTLE『VERSUS』（6月28日、Zepp Shinjuku）
- JAPAN IDOL SUPER LIVE 2025 ULTRA FES@豊洲PIT編（6月30日、豊洲PIT）
- IDOL ∞ INFINITY SUMMER SP（7月21日、竹芝ニューピアホール）
- TOKYO IDOL FESTIVAL 2025 supported by にしたんクリニック（8月2日、お台場・青海周辺エリア）
- まいにちフェス2025〜真夏のアイドルLIVE〜 produced by au（8月4日、SUMMER FES LIVEアリーナ(六本木ヒルズアリーナ)）
- 山田菜々 presents「ナナフェス」（9月20日、Zepp Namba）
- ワールドキルトフェスティバル2025（11月14日、パシフィコ横浜 展示ホールD）

#### イベント
- GTFグリーンチャレンジデー2022 in 新宿御苑（2022年11月6日、新宿御苑）
- OCHA NORMA HADO 大戦（2022年12月6日、HADO ARENA お台場）
- OCHA NORMA メジャーデビュー3周年記念イベント 〜チャンスメイク〜（2025年7月15日、一ツ橋ホール）[124]

## 出演

### テレビ
- ハロドリ。（テレビ東京、BSテレ東ほか）
  - 無印（2021年12月13日 - 2023年3月27日）
  - HELLO!PROJECT 25YEARS（2023年4月3日 - ）
- OCHA NORMAの お茶の間さまの言うとおり（2022年3月31日 - 2023年9月26日、BSJapanext〈現・BS10〉）[注 14][36]
- ミュージックブレイク〜【拡散希望】OCHA NORMA〜（2022年4月5日 - 6月24日、テレビ東京）[125]

#### その他のテレビ番組
- スカパー! アイドルフェス!〜2021 クリスマス〜（2021年12月22日、BSスカパー! / スカパー!オンデマンド）[126]
- テレ東音楽祭2022夏（2022年6月22日、テレビ東京）[127]
- スカパー! アイドルフェス! ～Think of SDGs～（2022年3月16日、BSスカパー! / 4月17日、フジテレビTWO）[128]
- 第64回 輝く!日本レコード大賞（2022年12月30日、TBSテレビ）
- うたコン (2023年2月7日・9月5日、NHK総合)
- テレ東音楽祭2023夏（2023年6月28日、テレビ東京）[129]

### ラジオ
- BEYOOOOONDSのDOYOOOOOB!（2021年12月18日 - 、NACK5） - 隔週替わりでメンバーが出演
- ハロプロ研修生の只今ラジオ勉強中!!（2022年1月9日 - 3月13日、ラジオ日本）
- OCHA NORMAの推し事ノルマ更新中!（2022年3月31日 - 、CBCラジオ）[130] - 米村がMCを務め、月替わりでメンバー2人が出演
- OCHA NORMAのLDK!!（2022年8月2日 - 2024年5月28日、FM大阪）[131] - 『OSAKA IDOL QUEST』のコーナーとして放送。月替わりでメンバー2人が出演していたが、2023年6月より1人出演に変更。
- オチャノーマルシェ（2024年6月4日 - 9月24日、FM大阪）[132] - 『OSAKA IDOL QUEST』放送終了に伴い『Marché Coucou』に番組を移動し、上記を改題してコーナー放送を継続。
- OCHA NORMAのオチャ飲みばなし（2024年10月3日 - 、FM大阪）[133] - 番組改編に伴い上記を改題。毎週火曜から毎週木曜放送となり、単独レギュラー番組となった。出演メンバーは不定期に変更となる。

### 舞台
- 演劇女子部「ミラーガール」（2024年11月8日 - 17日、こくみん共済 coop ホール(全労済ホール)/スペース・ゼロ）[注 5][46]

### 配信ドラマ
- 笑ゥせぇるすまん #7「地下アイドル -モグリズムII-」（2025年7月25日、Amazon Prime Video） - 目黒川ルームシェア娘.25 役（米村、西﨑、北原、筒井）[134][135]

## 書籍

### 雑誌連載
- BIG ONE GIRLS「OCHA NORMA DE 映画を」（2022年5月号 - 2024年 秋 AUTUMN NO.081、近代映画社）
- MARQUEE（星雲社）
  - 「お茶の間白書」（2022年8月22日発売号(Vol.147) - 2023年8月22日発売号(Vol.151)）
  - 「お茶の間白書2」（2023年11月24日発売号(Vol.152) - 2024年11月23日発売号(Vol.156)）
- 週刊少年サンデー（2024年8月28日発売号(40号)、表紙・巻頭グラビア） - 石栗・米村・田代・中山

## コラボレーション
- OCHA NORMA×HELLO KITTY ORIGINAL GOODS（2024年）[136]

## 受賞歴・記録
- 第64回日本レコード大賞新人賞[40]
- 第37回日本ゴールドディスク大賞 [42]
  - ニュー・アーティスト・オブ・ザ・イヤー (邦楽)
  - ベスト5ニュー・アーティスト (邦楽)